# Шейх Илахи джамия
Шейх Илахи джамия (на гръцки: Τζαμί του Σεΐχη Ιλαχή) е мюсюлмански храм в южномакедонския град Енидже Вардар (Яница), Гърция.
Джамията е изградена в средата на XV век от внука на Евренос, Ахмет бей Евреносоглу в чест на известния шейх Илахи. Намира се в западния край на града, на територията на бившите казарми Капсалис.
Представлява малка джамия, състояща се от квадратно помещение с купол на голям осмоъгълен барабан, изградена от тухли. В южната стена на сградата е оцелял михрабът с оригинала декорация мукарнас и по-късни допълнения. Нишата е рамкирана от две колони, които завършват с обикновен капитал. Над тях има други две набраздени колони. На тях почива назъбен архитрав. Пространството между конхата и колините е украсено с две розети. Осветлението става чрез серия прозорци.
В 1990 година джамията заедно със съседния Шейх Илахи хамам е обявена за паметник на културата.
Георги Божков пише в спомените си:
| „ | Пътят за казармата минаваше през “Гаази баба”, джамия за хаджилък. Идваха от далечните части на империята разни софти и ходжи. Джамията, стръмна нагоре, беше сред турските гробища и беше богато украсена с мрамор и емаил. В тези гробища са погребани само големци, знатни паши и бегове. Носеха ги от Воден, Битоля, Воден и други места. Беше с малко минаре и беше редкост, даже и в Солун нямаше такава джамия. Вътре всичко блестеше, като че имаше елмази. (Имах възможност да я видя, понеже бях ученик в турското училище, което беше в близост до “Саатот”). | “ |